# إميل سيوران
إميل سيوران (بالرومانية: Emil Cioran) (1911 - 1995)، هو فيلسوف وكاتب روماني نشر أعماله باللغتين الفرنسية والرومانية ولد في قرية رازيناري، إحدى قرى ترانسيلفانيا الرومانية والتي كانت في تلك الفترة تابعة للإمبراطورية النمساوية المجرية. وقد كان والده قساً أرثوذكسيا بالقرية، وكانت أمه لا تخفي سوء ظنها بكل ما يتعلق بالدين واللاهوت، إلا أنه وبالرغم من عيشه تحت ظل هذا التناقض الغريب إلا أنه ظل يحمل عن طفولته انطباعاً فردوسيا، فقد عاش تلك الفترة على إيقاع الطبيعة متأملا الخضرة ومنصتا إلى حكايات الرعاة.
قام بتأليف 15 كتاباً إلى جانب المخطوطات التي عثر عليها بعد وفاته.
اضطر للرحيل سنة 1921 إلى سيبيو المدينة المجاورة، حيث المعهد الثانوي، وحيث أصبح والده رئيس الكنيسة.
اضطر ثانية للرحيل إلى بوخارست لدراسة الفلسفة وهنالك عرف لأول مرة أول أعراض المرض الذي سيرافقه كثيرا وهو الأرق.وقد عانى من جراء ذلك كثيراً حتى فكر في الانتحار، على أنه سرعان ما حول ليالي الأرق تلك إلى وسيلة للمعرفة. فحينما كان في سن الثانية والعشرين ألف كتابه الأول «على ذرى اليأس» الذي نشر عام 1934.
بعد سيبيو انتقل إلى برلين حيث أقام فترة للدراسة ثم تفرغ لتدريس الفلسفة بمعهد براسلوف، نشر العديد من المقالات وبالإضافة لكتابه الثاني (كتاب الخدع) باللغة الرومانية أيضا، إلا أنه في نهاية 1937 وقبل صدور كتابه (دموع وقديسين) حصل على منحة من معهد بوخاريست الفرنسي وارتحل على الفور وقتها.
سنة 1947 عرض مخطوط كتابة (رسالة في التحلل) على دار غاليمار للنشر فقبلت الدار نشره إلا أنه استعاد المخطوط وأعاد الاشتغال على الكتاب، ولم ينشره إلا بعد سنتين. وقبل الكتاب بحفاوة نقدية إلا أن التوزيع كان محدوداً جدا. وظلت تلك حال كتبه طوال 30 عاماً، ربما لأنه كان نقيض سارتر سيد المشهد وقتها.
ثم مالبث الأمر أن تغير حاله سنة 1965 حيث صدر كتاب (رسالة في التحلل) ضمن سلسة كتب الجيب ذات الانتشار الواسع.
ظل سيوران يمتنع عن الجمهور ويرفض الجوائز ويبتعد عن وسائل الإعلام مكتفيًا بالكتابة.
إلا أن هناك أمر أثر في كتابات سيوران وفي حياته وفي نظرته للعالم وعلاقته مع الآخرين، وقابله أغلب التكتم والإنكار وهو علاقته بالفاشيه وبـ هتلر شخصيا.
حينما كان في الثانية والعشرين قد برر مواقفه في أكثر من مناسبة، بالطيش وعدم النضج. إلا أن نصوصه التي نشرت بعد موته تشير إلى غير ذلك.

## وفاته
توفي اميل سيوران عن عمر يناهز الأربع وثمانين عاما وذلك في يوم يونيو 1995 ودفن في مقبرة مونبارناس.

## مقتبسات
لكل عائلة فلسفتها. أحد أولاد عمومتي الذي مات في سن مبكرة كتب لي مرة «كل شيء سيبقى كما كان وسيظل بالتأكيد مستقبلاً كما هو إلى أن يأتي الزمن الذي يتوقف فيه عن الوجود.» بينما ختمت أمي رسالتها الأخيرة لي قائلةً «بغض النظر عمّا يقوم به الإنسان فسيأتي اليوم الذي يندم فيه على ما قام به عاجلا أم آجلا.» إن هاتين الرسالتين العائليتين لا تتيحان لي إمكانية الشعور بأي قدر من الفخر، لأن عبء الندم الثقيل هذا لم يكن نتاج خبراتي الشخصية، بل كان إرثاً عائلياً.
من كتاب «مساوئ أن تُولَد»

## كتب سيوران المترجمة للغة العربية
- المياه كلّها بلون الغرق، ترجمة: آدم فتحي، منشورات الجمل، كولونيا، ألمانيا، 2003. العنوان الاصلي للكتاب: مقايسات المرارة (1953)
- تاريخ ويوتوبيا[12]،  ترجمة: آدم فتحي، منشورات الجمل، بيروت - بغداد، 2010
- لو كان آدم سعيدا،  ترجمة: محمد علي اليوسفي، أزمنة للنشر والتوزيع، 2014
- مثالب الولادة،  ترجمة: آدم فتحي، منشورات الجمل، 2015
- اعترافات ولعنات، ترجمة: آدم فتحي، منشورات الجمل، 2018.[13]
- غسق الأفكار، ترجمة: عبد الوهاب ملوح، دار صفحة سبعة، 2020
- على مرتفعات اليأس، ترجمة: عبد الوهاب الملوّح ، دار صفحة سبعة، 2020
- دموع وقدّيسون، ترجمة: عبد الوهاب ملوح ، دار صفحة سبعة 2020
- تمارين في الإعجاب، ترجمة: آدم فتحي، منشورات الجمل، 2021
- السقوط في الزمن، ترجمة: آدم فتحي، منشورات الجمل، 2021
- رسالة في التحلل، ترجمة: آدم فتحي، منشورات الجمل، 2021.[14]

## وصلات خارجية
- إميل سيوران على موقع أرشيف الشارخ.
- إميل سيوران على موقع IMDb (الإنجليزية)
- إميل سيوران على موقع مونزينجر (الألمانية)
- إميل سيوران على موقع ديسكوغز (الإنجليزية)
- صفحة إميل سيوران على موقع أبجد
- صفحة اقتباسات إميل سيوران على موقع أبجد